# Timolftaleína
La Timolftaleína es un  indicador de pH para valoración ácido-base que se deriva del anhídrido ftálico y del timol. Su intervalo de transición de pH es aproximadamente entre 9.3 - 10.5, virando de incoloro a azul en el rango mencionado. Por debajo de pH 9.3 es incoloro, y a valores de pH muy bajos se torna de color rojo intenso.   

## Descripción y usos
Se presenta normalmente como un polvo blanco que funde entre 248 a 252 °C. No es de un uso tan frecuente como indicador de pH (siendo ampliamente utilizada para propósitos de valoración ácido-base su homólogo conocido como Fenolftaleína). En disoluciones ácidas (no extremadamente muy ácidas) permanece incoloro, pero en presencia de disoluciones básicas (no extremadamente muy básicas) se torna color azul. 
En química se utiliza en análisis de laboratorio, investigación, y como indicador de valoraciones ácido-base, siendo su punto de viraje alrededor del rango de pH entre 9.3 a 10.5, realizando la transición cromática de incoloro a azul. El reactivo se prepara usualmente en disoluciones al 1 % p/v en alcohol de 90° y tiene duración indefinida. Se conoce que la Timolftaleína se ha utilizado como laxante  y se suele comercializar como tinta invisible o desvanecedora.
Es de los pocos indicadores ácido base que no presenta color a valores de pH bajos, al igual que lo hacen la Fenolftaleína y el 4-Nitrofenol, respectivamente, lo que los hace especialmente útiles cuando son mezclados entre sí para mostrar una experiencia básica de laboratorio conocida como arcoíris químico.
El coeficiente de extinción molar para el dianión de timolftaleína azul es de 38,000 M−1 cm−1 a 595 nm.

## Síntesis y preparación
El reactivo indicador se prepara de acuerdo a la reacción de alquilación de Friedel-Crafts entre timol y anhídrido ftálico con apenas unas gotas de ácido sulfúrico como catalizador, en presencia de calor y con agitación constante, formando un sólido. 